# Chansonfest
Chansonfest je festival hrvatske i međunarodne šansone.
Chansonfest su utemeljili 1998. godine Dalibor Paulik, Hrvoje Hegedušić, Hrvoje Markulj, Marijan Farkaš, Zvonko Špišić i Zvonko Zidarić, a u početku je funkcionirao kao neformalna organizacija koja se financirala poticajem od društvenih organizacija, Ministarstva i Grada te od vlastitog marketinga. U to vrijeme HRT je plaćao program koji je preuzimao (snimao i emitirao) pa je i to omogućilo da Chansonfest živi. Nakon određenog vremena skupina osnivača se počela osipati, zauzeta drugim poslovima i interesima, tako da su na kraju godinama Chansonfest "proizvodili" Zvonko Špišić i Hrvoje Markulj. Osnovavši "Umjetničku organizaciju festival šansone - Chansonfest" formalizirali su projekt koji je ove godine održan po 14. put, a kojemu je već nekoliko posljednjih godina Hrvatsko društvo skladatelja pružalo pomoć. U Umjetničkoj oranizaciji Zvonko Špišić je obavljao poslove umjetničkog direktora dok je Hrvoje Markulj njen predsjednik. Zbog zdravstvenog stanja Zvonko Špišić već drugu godinu za redom nije aktivan u realizaciji Chansonfesta.

## Vanjske poveznice
- Službena stranica  Arhivirana inačica izvorne stranice od 24. listopada 2013. (Wayback Machine)